# Paryżanka (komedia)
Paryżanka (fr. La Parisienne) – komedia Henry’ego Becque’a w trzech aktach. Prapremiera odbyła się w Paryżu w 1885.

## Treść
Główną bohaterką jest energiczna i operatywna pani Klotylda du Mensil. Klotylda wodzi za nos swojego oszalałego z zazdrości kochanka - Lafonta, który jednak już jej się znudził. Nawiązuje więc romans z młodym arystokratą - Simpsonem - a przy okazji wykorzystuje znajomość z jego matką (wpływową damą), aby zdobyć posadę w ministerstwie dla swego męża - apatycznego du Mensila. Po krótkiej przygodzie miłosnej Simpson postanawia jednak powrócić na wieś, co wpędza Klotyldę w bolesne rozczarowanie miłosne. Paryżanka potrafi jednak zachować się jak dama i żegna się z Simpsonem z wdziękiem i godnością. Następnie przywraca do łask Lafonta, stawiając mu warunek, że raz na zawsze skończy z zazdrością.

## Paryżankaw Polsce

### Przekład
Przekładu utworu na język polski dokonał Leon Schiller.

### Inscenizacje (wybór)[2]
Premiera polska Paryżanki odbyła się w Warszawie w 1891 r. W kolejnych latach utwór był wystawiany m.in. w:
- Teatrze Miejskim we Lwowie (1939; reż. Leon Schiller)
- Teatrze Objazdowym PPiE w Warszawie (1956; reż. Jerzy Kreczmar)
- Teatrze Dolnośląskim w Jeleniej Górze (1956; reż. Wanda Laskowska)
- Teatrze Śląskim im. Stanisława Wyspiańskiego w Katowicach (1958; reż. Mieczysław Daszewski)
- Teatrze Ziemi Lubuskiej w Zielonej Górze (1959; reż. Jerzy Zegalski)
- Teatrze im. Stefana Żeromskiego Kielce-Radom (1961; reż. Andrzej Szafiański)
- Teatrze im. Wilama Horzycy w Toruniu (1962; reż. Zygmunt Wojdan)
- Teatrze Polskim w Bydgoszczy (1963; reż. Zbigniew Mak)
- Bałtyckim Teatrze Dramatycznym im. Juliusza Słowackiego Koszalin-Słupsk (1967; reż. Lech Komarnicki)
- Teatrze im. Juliusza Osterwy w Gorzowie Wielkopolskim (1972; reż. Irma Czaykowska)
- Teatrze Ziemi Krakowskiej im. Ludwika Solskiego w Tarnowie (1973; reż. Jerzy Wasiuczyński)
- Teatrze Kwadrat (1976, reż. Jan Kulczyński)

### Spektakl radiowy
W 1959 r. w Teatrze Polskiego Radia wyemitowano spektakl Paryżanka w adaptacji Klemensa Białka i reżyserii Natalii Szydłowskiej.

### Spektakle telewizyjne
- Paryżanka (1960; reż. Andrzej Szafiański)[3][4]
- Paryżanka (1977; reż. Jan Kulczyński)[5][6]
- Paryżanka (2001; reż. Andrzej Łapicki)[7][8]

### Odtwórczynie głównej roli
W roli Klotyldy wystąpiły m.in.: Lucyna Ćwiklik-Kaczmarek, Katarzyna Gniewkowska, Jolanta Hanisz, Ewa Krasnodębska, Barbara Ludwiżanka, Irena Malarczyk, Ewa Nawrocka, Barbara Rylska, Ewa Studencka, Danuta Szaflarska, Anna Urlata, Karina Waśkiewicz, Helena Wizłło, Janina Wojtczak i Gabriela Zapolska.